# Латакунга
Латакунга (шп. Latacunga) је град у Еквадору, који се налази 89 km (55 mi) јужно од главног града Кита, близу ушћа река Алакуез и Кутучи да би формирао реку Патате, ток Пастазе. У време пописа 2010. године, Латакунга је имала 98,355 становника.
Латакунга је стекла независност од Шпаније 11. новембра 1820. године.
Латакунга је сат и по јужно од Кита на Панамеричком аутопуту. Раније је такође био на старом путу од Кита до Гвајакила и има железничку станицу између тих градова. То је 9.383,2 стопе (2.860 м). надморске висине. Његова клима је хладна и ветровита, због суседних снежних висина и јаловине, пловцем прекривене висоравни на којој се налази. Активни вулкан Котопакси је удаљен само 25 км. далеко, а град је више пута био погођен ерупцијом. Град је основан 1534. године, четири пута је уништен у земљотресима између 1698. и 1798. За суседне рушевине старијег домородачког града се истиче да потичу из времена Царства Инка.
Најпознатија храна Латакунге су чугчукарас, емпанадас, плантаине, кокице и тостадо (врста тостованог кукуруза). Често се храна меша са сосом званим „ађи”, врстом зачина који може бити благ до веома зачињен у зависности од припреме.
Економија Латакунге зависи од пољопривреде, цвећарства и трговине. Има међународни аеродром, Међународни аеродром Котопакси, који се не користи за међународни превоз, већ као база ваздухопловства и неке посебне комерцијалне летове. Локална вулканска активност довела је до нагомилавања наслага пловца који се тренутно експлоатишу, као и до присуства природне газиране воде која се флашира под брендом Сан Фелипе.
Сцена из авиона у филму „Марија пуна милости” снимљена је са аеродрома Латакунга уз помоћ локалних статиста. Пејзаж који се види из авиона је област која окружује Латакунгу.

## Традиционални фестивали
„Ла Фиеста де ла Мама Негра” је познати традиционални фестивал у Латакунги.  Фестивал се одржава се два пута годишње, а потиче од мешавине аутохтоних, шпанских и афричких утицаја. Прву су у септембру организовали људи са пијаце "Ла Мерсед и Дел Салто" у част Богородице од милости, Вирхен де ла Мерсед. Богородица је поштована јер је наводно зауставила ерупцију вулкана Котопакси 1742. Становници Латакунге је зову Абогада и патрона дел волкан, што значи "заступница и заштитница вулкана".
Друга прослава је забава коју становници Латакунге славе сваке године на Дан независности Еквадора. То је парада у којој учествују познати људи, војска, свештенство и други.
Обе ове феште укључују дугачку параду различитих културних ликова, сви обучени у разне боје. Мама негра је последња особа параде која пролази, што је кулминација сваке параде. То је особа са лицем обојеним у црно, која јаше коња и прска масу млеком. Домаћа јака алкохолна пића се слободно додају једно другом дуж руте параде, што може бити прилично хаотично, понекад затварајући пут и чинећи руту непроходном.

## Историјски центар града
Историјски центар Латакунге простире се на око 30 квадрата. Истакнуте зграде које треба посетити су:
- Црква Светог Фрање, прва подигнута црква у граду.
- Општинска палата, саграђена је пловцем у неокласичном стилу.
- Главни трг на коме се налази статуа др Висенте Леона.[5]

## Клима
У Латакунги влада Океанска клима (Cfb) по Кепеновој класификацији климе.
| Клима Латакунга        | Клима Латакунга | Клима Латакунга | Клима Латакунга | Клима Латакунга | Клима Латакунга | Клима Латакунга | Клима Латакунга | Клима Латакунга | Клима Латакунга | Клима Латакунга | Клима Латакунга | Клима Латакунга | Клима Латакунга |
| Показатељ \ Месец      | .Јан.           | .Феб.           | .Мар.           | .Апр.           | .Мај.           | .Јун.           | .Јул.           | .Авг.           | .Сеп.           | .Окт.           | .Нов.           | .Дец.           | .Год.           |
| ---------------------- | --------------- | --------------- | --------------- | --------------- | --------------- | --------------- | --------------- | --------------- | --------------- | --------------- | --------------- | --------------- | --------------- |
| Максимум, °C (°F)      | 20,0 (68)       | 19,8 (67,6)     | 19,1 (66,4)     | 19,1 (66,4)     | 19,0 (66,2)     | 18,1 (64,6)     | 18,0 (64,4)     | 18,3 (64,9)     | 19,0 (66,2)     | 19,9 (67,8)     | 20,5 (68,9)     | 20,1 (68,2)     | 19,24 (66,63)   |
| Минимум, °C (°F)       | 8,0 (46,4)      | 7,5 (45,5)      | 8,2 (46,8)      | 8,4 (47,1)      | 8,2 (46,8)      | 7,5 (45,5)      | 7,2 (45)        | 6,6 (43,9)      | 6,9 (44,4)      | 7,3 (45,1)      | 7,3 (45,1)      | 7,6 (45,7)      | 7,56 (45,61)    |
| Количина кише, mm (in) | 33 (1,3)        | 55 (2,17)       | 61 (2,4)        | 70 (2,76)       | 42 (1,65)       | 30 (1,18)       | 18 (0,71)       | 17 (0,67)       | 31 (1,22)       | 59 (2,32)       | 56 (2,2)        | 43 (1,69)       | 515 (20,27)     |
| Извор: Climate Data    |                 |                 |                 |                 |                 |                 |                 |                 |                 |                 |                 |                 |                 |